# Takeshi Ushibana
Takeshi Ushibana (født 21. september 1977) er en tidligere japansk fodboldspiller.
Han har spillet for flere forskellige klubber i sin karriere, herunder Avispa Fukuoka.